# Muhre (Havel)
Die Muhre, auch Muhrgraben genannt, (von „Modra“ = elbslawisch für „die Blaue“) ist  ein Bach in der Zehdenick-Spandauer Havelniederung im Norden des Landes Brandenburg.

## Flusslauf
Vor dem Beginn der großen Luchmelioration 1718–1724 unter König Friedrich Wilhelm I. verfügte die Muhre über einen zusammenhängenden und weitgehend natürlichen Lauf mit einer Vielzahl von Mäandern im Ober- und Mittellauf. Quellgebiet und Mündung des ursprünglichen Bachlaufs lassen sich heute nicht mehr zweifelsfrei rekonstruieren. Nachvollziehbar ist dessen Nord-Süd-Verlauf parallel zur Havel aus dem Hohen Bruch bzw. vom Waldgebiet Sarnow nordwestlich Oranienburg, durch das Leege Bruch bis hin zum Waldgebiet Staritz nordwestlich Spandau. Im Bereich der heutigen Berliner Stadt- und Landesgrenze (Eiskeller) erfolgte eine 90°-Kehrung in westliche Richtung. Nach der Passage von Alt Brieselang verlieren sich die Spuren der Ur-Muhre nördlich von Nauen in den Weiten des Havelländischen Luchs. Infolge umfangreicher Meliorations- und Kanalbauarbeiten ist die Muhre heute komplett kanalisiert. Seit dem Bau des Veltener Hafens 1910/11 ist sie in zwei getrennte Flussläufe unterteilt. Zwischen Ober- und Unterlauf besteht kein direkter Zusammenhang mehr.

### Oberlauf: Moorgraben
Der Oberlauf wird in Messtischblättern seit dem späten 19. Jahrhundert wie in der aktuellen Digitalen Topographischen Karte als Moorgraben eingetragen, umgangssprachlich oft als Muhre bezeichnet. Die Gewässerlisten des brandenburgischen Landesumweltamtes nennen ihn wie den Unterlauf Muhrgraben. Er beginnt im Bereich Oranienburg-Tiergartensiedlung südlich neben dem Ruppiner Kanal. Er fließt zwischen Leegebruch und Pinnow durch ein sich bis zur Havel erstreckendes Grabensystem, zu dem u. a. der sogenannte Dossgraben gehört. Letztlich mündet er verrohrt in den Veltener Hafen und von dort durch den Veltener Stichkanal in die Havel. Statistisch wird der Stichkanal mit zum Muhrgraben gerechnet.
| Daten:               |           |
| Gewässerkennzahl     | 58194     |
| Einzugsgebiet        | 48,8 km²  |
| Gesamtlänge          | 16,76 km  |
| davon:               |           |
| Bundeswasserstraße   | 3,228 km  |
| Gewässer II. Ordnung | 13,533 km |

Bei einer gebietstypischen Abflussspende von 4,50 l/s·km² ist ein Mittlerer Abfluss (MQ) von 0,22 m³ pro Sekunde zu erwarten. Dies sind rund 19 Millionen Liter Wasser pro Tag.

### Unterlauf: Muhrgraben
Der Unterlauf, meist als Muhrgraben bezeichnet, nimmt seinen Ausgang im Bereich Velten-Hohenschöpping, südwestlich des Veltener Stichkanals. Vom Glien her wird er durch den Siebgraben und aus dem Mittelbruch vom Rietzlaakegraben gespeist. In einem Düker unterquert er den Havelkanal, bevor er nordöstlich Schönwalde-Siedlung in den Nieder Neuendorfer Kanal mündet, über den er in den Havelkanal entwässert. Für den Niederneuendorfer Kanal, der seit 1961 keinen Zufluss mehr aus der Oberhavel erhält, bildet der Muhrgraben heute gleichsam den Oberlauf. Zu dessen Einzugsgebiet von 101 km² trägt der Muhrgraben mehr als die Hälfte bei.
| Daten:           |           |                            |
| Gewässerkennzahl | 585242    |                            |
| Einzugsgebiet    | 59,99 km² |                            |
| Länge            | 16,76 km  | alles Gewässer II. Ordnung |

## Name
Für den gesamten Lauf der Muhre ist noch im 18. Jahrhundert der Name Moder oder Muder belegt. Die lautliche Umgestaltung in Muhr bzw. Muhre erklärt sich aus dem Ausfall des zwischenvokalischen d in der märkischen Mundart.
Ein Seitenarm, der bei Pinnow südlich Oranienburg in die Havel floss, trug den Namen Dosse (Lehnitzer Dosse), der teilweise auf den gesamten Oberlauf übertragen wurde. Weitere überlieferte oder rekonstruierte Namensformen dieses Abschnittes lauten Dossow, Massow(e) und Malsow. Die Lehnitzer Dosse darf nicht mit dem Fluss Dosse in Prignitz und Ruppin verwechselt werden.
Johann Christoph Bekmann nennt Muhre und Dosse im 1751 erschienenen ersten Band seines Werks Historische Beschreibung der Chur und Mark Brandenburg, im Zusammenhang mit der Schilderung des Verlaufs der Havel: Diese fließe "... auf Oranienburg, allwo sie mit einer brükke den weg nach Pinnow hin beleget ist, einen aus dem Schweizergraben herkommenden graben die Dosse oder Muhre genannt zu sich nimmt, und so auf Spandow, welche Festung sie vermittelst der abgegebenen ärme umfleußt, und uneroberlich macht, vermittelst der Spree, welche sie bei dem Stresoischen Thore an sich nimmt, machet aber bald einen arm der Kreuel genannt, ...".
Für den vermuteten historischen Unterlauf der Muhre, dessen Spuren sich nordwestlich Nauen im Havelländischen Luch (in einigen historischen Dokumenten "Langer Peen moor" oder "Lange Peen Moer" genannt) verlieren, wird von einigen Historikern und Linguisten als Name Peene diskutiert. Aufgrund des Fehlens sicherer älterer Quellen muss diese Diskussion jedoch einstweilen als spekulativ eingeschätzt werden. Die so rekonstruierte havelländische Peene wäre wiederum von der pommerschen Peene zu unterscheiden.

## Geschichte
Das Gebiet an der Muhre war bereits zu slawischer Zeit besiedelt. Auf Inseln in der Muhre befanden sich ein kleinerer frühslawischer Burgwall südöstlich von Leegebruch und ein größerer, der so genannte Bussenwall, nordöstlich von Nauen, westlich Alt Brieselang.
In der zweiten Hälfte des 12. und zu Beginn des 13. Jahrhunderts bildete der Oberlauf der Muhre westlich des heutigen Oranienburg die Grenze zwischen den bereits unter Albrecht dem Bären unter askanische Hoheit gekommenen Gebieten des Havellands und den seinerzeit noch unter pommerschem Einfluss stehenden Gebieten des Barnims. Davon zeugt die Nennung der "Massow" im Merseburger Vergleich von 1238, in dem die Grenze zwischen den alten und den neuen Landen der Diözese Brandenburg beschrieben wird.
Später bildete derselbe Abschnitt der Muhre die Grenze zwischen dem Havelländischen bzw. von 1660 bis 1816 dem Glien-Löwenbergischen und dem Niederbarnimschen Kreis.